# یوجین (اورگن)
یوجین (به انگلیسی: Eugene) یکی از شهرهای ایالت اُرگُن آمریکاست.

## مراکز علمی-فرهنگی
- دانشگاه اورگن

## شهرهای خواهر

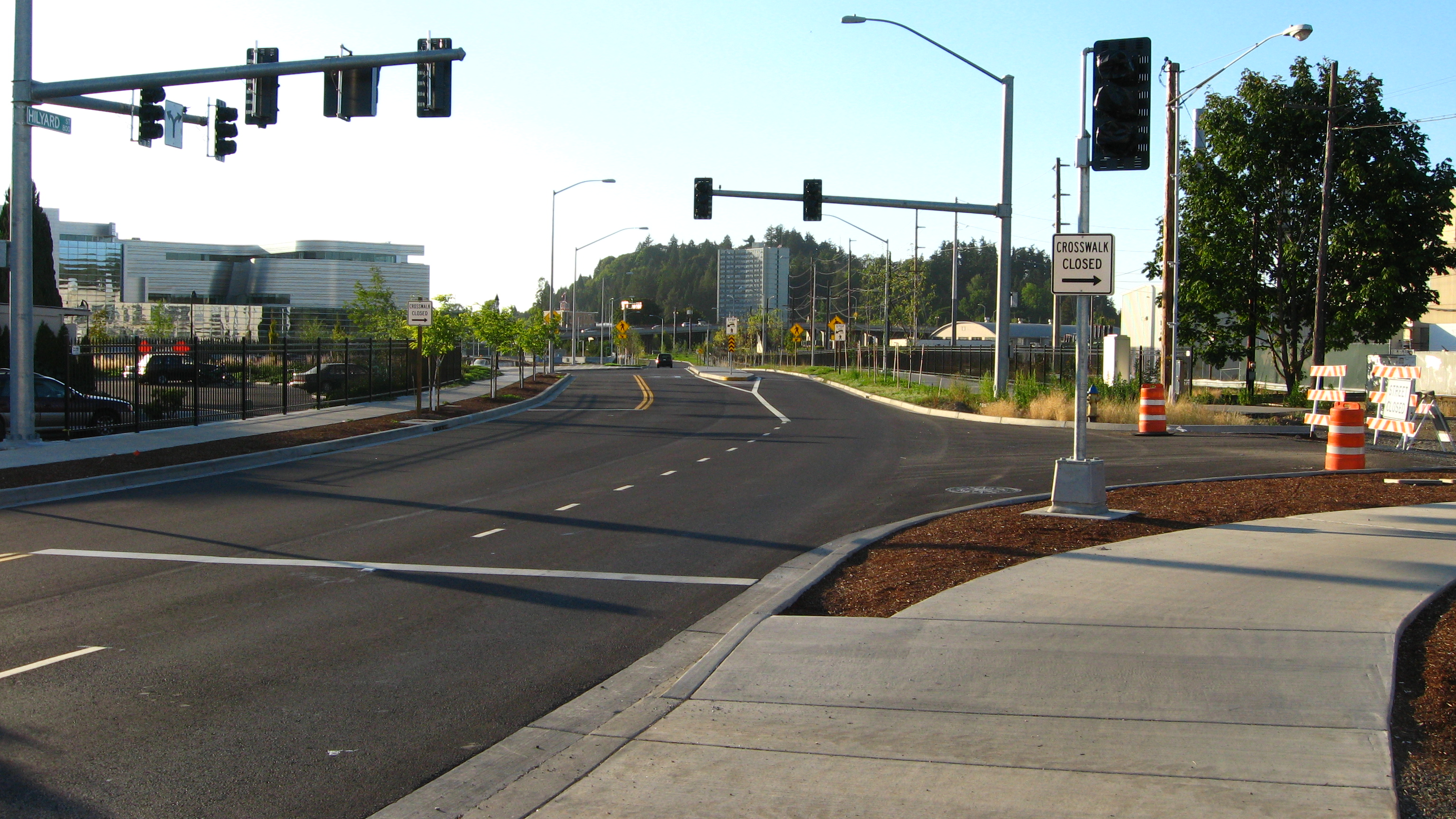
از خیابانهای مرکز شهر

یوجین ۴ شهر خواهر دارد:
- کاتماندو، نپال
- ایرکوتسک، روسیه
- کاکیگاوا، ژاپن
- جینجو، کره جنوبی